# TOHOスタジオ
TOHOスタジオ株式会社（とうほうスタジオ）は、東宝株式会社の映画制作プロダクションである。それまで東宝本体が行っていた映画の実制作部門を分社化する形で、1971年（昭和46年）11月8日に株式会社東宝映画として設立された。かつては製作が東宝映画、配給が東宝という分業だったが、現在は東宝や製作委員会が企画・製作した映画のプロダクション業務を受注し、配給を東宝が担う（他社が行なう場合もある）。設立当初は、ゴジラなどの特撮作品のみシリーズの生みの親である田中友幸が社長を務める東宝映像が手掛けていたが、田中が社長に就任して以降は特撮作品も制作するようになった。
2020年12月1日、東宝スタジオを管理運営する「株式会社東宝スタジオサービス」を吸収合併し、TOHOスタジオ株式会社に商号変更した。これによって、撮影所管理と制作プロダクションの両方を1社で行う体制になる。なお、これまで東宝映画が行っていた映画制作事業については、合併後の新体制においても「東宝映画」レーベルで継続する。
2024年5月28日、映像制作会社「株式会社ドラゴンフライエンタテインメント」の全株をTOHOスタジオで取得し子会社とする。

## 東宝映画の歴代社長
| 代数 | 期間          | 期間          | 氏名     | 備考                             |
| ---- | ------------- | ------------- | -------- | -------------------------------- |
| 1    | 1971年11月8日 | 1975年4月     | 藤本真澄 | 東宝専務、副社長も兼務。         |
| 2    | 1975年4月     | 1989年4月     | 田中友幸 |                                  |
| 3    | 1989年4月     | 2004年4月     | 林芳信   | 東宝取締役、専務、副社長も兼務。 |
| 4    | 2004年4月     | 2010年4月14日 | 富山省吾 |                                  |
| 5    | 2010年4月15日 | 2012年4月26日 | 島谷能成 |                                  |
| 6    | 2012年4月27日 | 現任          | 市川南   | 東宝取締役も兼務。               |

## 東宝映画歴代の主な役員
- 橋本幸治

## TOHOスタジオ現任役員
- 取締役会⻑	市川 南
- 代表取締役社長 ポストプロセンター担当	島田 充
- 常務取締役 企画制作担当	大槻 厚史
- 常務取締役 スタジオ営業担当補佐	會田 望
- 取締役 スタジオ営業担当兼プロパティ担当	大岩 剛晶
- 取締役 管理担当	多田 潤一朗
- 取締役	上田 太地
- 取締役	臼井 央
- 取締役	太田 圭昭
- 取締役	本多 太郎
- 監査役	小野田 光

## 主要作品
- ゴジラシリーズ
  - ゴジラ
  - ゴジラvsビオランテ
  - ゴジラvsキングギドラ
  - ゴジラvsモスラ
  - ゴジラvsメカゴジラ
  - ゴジラvsスペースゴジラ
  - ゴジラvsデストロイア
  - ゴジラ2000
  - ゴジラ×メガギラス G消滅作戦
  - ゴジラ・モスラ・キングギドラ　大怪獣総攻撃
  - ゴジラ×メカゴジラ
  - ゴジラ×モスラ×メカゴジラ 東京SOS
  - ゴジラ FINAL WARS
  - シン・ゴジラ（シネバザールと共同）
  - ゴジラ-1.0（ROBOTと共同）
- 平成モスラシリーズ

1971年
- 黄金バットがやってくる

1972年
- 戦争を知らない子供たち
- 初めての愛
- 海軍特別年少兵（1972年）
- 恋の夏
- 愛こんにちは
- 放課後
- 忍ぶ糸

1973年
- 卒業旅行 Little Adventurer（1973年）
- 王将
- 狼の紋章
- 野獣狩り
- 日本侠花伝
- 喜劇 だましの仁義
- 日本沈没

1974年
- しあわせ
- 野獣死すべし 復讐のメカニック
- 青葉繁れる
- ノストラダムスの大予言
- 沖田総司
- 雨のアムステルダム
- 告訴せず

1975年
- 青春の門（1975年）
- 阿寒に果つ
- がんばれ!若大将
- 東京湾炎上
- 青い山脈（1975年）
- 陽のあたる坂道（1975年）
- はつ恋
- おしゃれ大作戦
- 妻と女の間

1976年
- 大空のサムライ
- スリランカの愛と別れ
- 激突!若大将
- 喜劇・百点満点
- あにいもうと
- 白夜の調べ
- 青春の門（自立篇）
- 岸壁の母
- 恋の空中ぶらんこ

1977年
- 巨人軍物語 進め!!栄光へ
- 悪魔の手毬唄
- 青年の樹
- 白熱デッドヒート
- 獄門島
- 姿三四郎（1977年）
- 惑星大戦争

1978年
- 女王蜂
- 残照
- ブルークリスマス
- 聖職の碑
- 燃える秋

1979年
- 乱れからくり
- 病院坂の首縊りの家
- 黄金のパートナー
- 神様なぜ愛にも国境があるの
- トラブルマン 笑うと殺すゾ
- 影武者
- 遠い明日
- 関白宣言

1980年
- 地震列島

1981年
- 青春グラフィティ スニーカーぶる〜す
- 帰ってきた若大将
- 連合艦隊
- 駅 STATION
- ブルージーンズメモリー BLUE JEANS MEMORY
- 幸福
- グッドラックLOVE
- あゝ野麦峠（新緑篇）
- 海峡

1982年
- ハイティーン・ブギ
- ウィーン物語 ジェミニ・YとS
- 三等高校生

1983年
- プルメリアの伝説 天国のキッス
- 細雪
- 嵐を呼ぶ男（1983）
- Love Forever
- さよならジュピター
- F2グランプリ
- エル・オー・ヴィ・愛・N・G
- あいつとララバイ

1984年
- 夏服のイヴ
- 零戦燃ゆ

1985年
- 春の鐘
- 雪の断章 -情熱-
- 姉妹坂

1986年
- 子象物語 地上に降りた天使
- 映画女優
- 恋する女たち

1987年
- トットチャンネル
- 「さよなら」の女たち
- ゴルフ夜明け前
- つる -鶴-

1989年
- ガンヘッド

1991年
- 超少女REIKO

1994年
- ヤマトタケル
- 四十七人の刺客
- ひめゆりの塔

1996年
- 八つ墓村

1997年以降
- 誘拐
- 絆 -きずな-
- 模倣犯
- 阿修羅のごとく
- 世界の中心で、愛をさけぶ
- いま、会いにゆきます
- タッチ
- 春の雪
- ラフ ROUGH
- 愛の流刑地
- 眉山
- そのときは彼によろしく
- マリと子犬の物語
- スマイル 聖夜の奇跡
- ハゲタカ
- ゼロの焦点
- 僕の初恋をキミに捧ぐ
- 岳 みんなの山
- 神様のカルテ
- 僕等がいた
- あなたへ
- 悪の教典
- プラチナデータ
- ルームメイト（東映配給）
- 神さまの言うとおり
- 進撃の巨人
- orange
- 怒り

2018年
- となりの怪物くん
- ラプラスの魔女
- 恋は雨上がりのように（AOI Pro.と共同）
- 羊と鋼の森
- センセイ君主
- 検察側の罪人
- SUNNY 強い気持ち・強い愛（オフィスクレッシェンドと共同）

2019年
- フォルトゥナの瞳
- 君は月夜に光り輝く
- 蜜蜂と遠雷
- 屍人荘の殺人（ドラゴンフライエンタテインメントと共同）

2020年
- ラストレター（ロックウェルアイズと共同）
- 思い、思われ、ふり、ふられ
- 浅田家!（ブリッジヘッド、パイプラインと共同）

2021年
- ブレイブ -群青戦記-
- 燃えよ剣（2021年版）

2022年
- シン・ウルトラマン（シネバザールと共同）
- ゴーストブック おばけずかん（制作協力）
- 今夜、世界からこの恋が消えても
- アキラとあきら
- ブラックナイトパレード（制作協力）
- 桜のような僕の恋人（Netflix配信）

2024年
- 変な家（共同テレビジョンと共同）
- ディア・ファミリー
- もしも徳川家康が総理大臣になったら

2025年
- ファーストキス 1ST KISS（AOI Pro.と共同）
- お嬢と番犬くん
- ドールハウス（ジャンゴフィルムと共同）